# 1999年东帝汶危机
1999年东帝汶在公民投票后决定独立，随后爆发了1999年东帝汶危机。公投结束后，一些反对独立的激进分子以及受到印尼軍隊支持的東帝汶親印尼民兵部隊开始对平民发动袭击。暴行很快发展成为以首都帝力为中心的全国性骚乱。据信，大约有1,400人在此次事件中丧生。一批得到聯合國許可的、以澳大利亚国防军为主的东帝汶国际部队（INTERFET）进驻东帝汶并展开维和行动。

## 背景

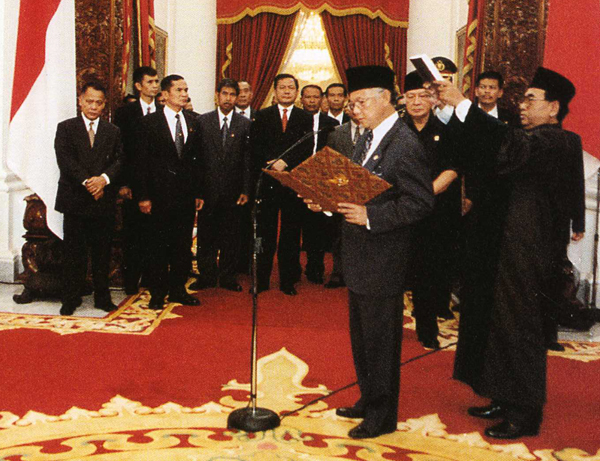
1998 年 5 月 21 日，印度尼西亚总统哈比比宣誓就职。

在苏哈托的新政下，东帝汶独立，甚至有限的区域自治，都是不允许的。尽管20世纪90年代，印尼舆论偶尔勉强赞赏东帝汶的立场，但人们普遍担心，东帝汶独立会破坏印尼的统一。 1997 年初，在联合国的斡旋下，印度尼西亚和葡萄牙之间重新展开调解努力。 然而，1997年亚洲金融危机导致印尼剧变，并于1998年5月导致苏哈托辞职，结束了他三十年的总统任期。 当时指挥着强大的印尼战略预备队的普拉博沃·苏比安托流亡到约旦，东帝汶的军事行动每天耗费破产的印尼政府一百万美元。 随后的“后苏哈托时代”是印尼政治相对开放和转型的时期，期间围绕印尼与东帝汶关系展开了前所未有的辩论。1998年余下的时间里，帝力各地举行了讨论会，致力于推动全民公投。 印尼外交部长阿拉塔斯称，分阶段自治直至最终独立的计划对印尼来说“只有付出，没有收获”。 1998年6月8日，上任三周后，作为苏哈托的继任者，哈比比宣布印尼将很快向东帝汶提供一项特殊的自治方案。
1998年末，约翰·霍华德领导的澳大利亚政府起草了一封致印尼的信，建议澳大利亚改变对印尼的政策，并主张在十年内就独立问题举行全民公投。哈比比总统认为此举暗示印尼将实行“殖民统治”，并决定就此问题提前举行全民公投。
1999年5月5日，印尼和葡萄牙宣布将举行投票，允许东帝汶人民在自治方案和独立方案之间做出选择。投票将由联合国东帝汶特派团（UNAMET）主持，原定于8月8日举行，后推迟至8月30日。印尼还承担了安全责任；这一安排引发了东帝汶的担忧，但许多观察家认为，印尼本应拒绝在投票期间允许外国维和部队驻扎。

## 公投
1999年，迫于来自于原宗主國葡萄牙等欧盟国家和其他国家强烈的国际压力，印度尼西亚政府决定于8月30日举行公投决定东帝汶的未来。当民兵领导人警告将发生“大屠杀”时，印尼“巡回大使”弗朗西斯科·洛佩斯·达克鲁斯宣称：“如果人们拒绝自治，东帝汶就有可能血流成河。” 一名准军事领导人宣称，如果投票决定独立，将会导致“一片火海”。 随着投票日期的临近，反独立暴力事件的报道不断增加。 多达78.5%的投票者选择独立，否决了使东帝汶成为印尼一个自治省（即东帝汶特别自治区）的提议。
印尼人从小就被“新秩序”组织坚持认为东帝汶人支持一体化，因此他们对东帝汶人投票反对加入印尼感到震惊或难以置信。许多人相信媒体的报道，指责监督的联合国和澳大利亚向哈比比施压，要求其达成解决方案。
东帝汶特派团工作人员在投票结束后返回帝力时，城镇开始被系统性地夷为平地。选举结果公布后数小时内，准军事团体就开始在首都帝力周围袭击民众并纵火。外国记者和选举观察员纷纷逃离，数万东帝汶人逃往山区。印尼匪徒袭击了帝力天主教教区，造成二十多人死亡；第二天，红十字国际委员会总部也遭到袭击，被夷为平地。之后，东帝汶苏艾又有近百人被杀，类似屠杀的报道也从东帝汶各地涌来。联合国驻帝力办事处大院内挤满了难民，绝大多数联合国工作人员被封锁在那里，除非难民撤离，否则他们拒绝撤离，坚称他们宁愿死在准军事组织手中。 与此同时，印尼军队和准军事团伙强迫 20 多万人进入西帝汶，并把他们安置在人权观察组织称之为“条件恶劣”的难民营中。 几周后，澳大利亚政府提出允许联合国大院内的难民和联合国工作人员撤离到达尔文，所有难民和除四名联合国工作人员外的所有人都撤离了。
9 月 8 日，当联合国代表团抵达雅加达时，哈比比告诉他们，有关东帝汶流血事件的报道是“幻想”和“谎言”。 印尼军方将军维兰托坚称他的士兵已经控制了局势，后来他在一次军嫂活动中演唱了 1975 年的热门歌曲“Feelings”来表达他对东帝汶的情感。

## 暴乱
在公投结束之后，受到印尼军队支持的东帝汶亲印尼民兵部队，以及一些印度尼西亚的军人对东帝汶发起了报复性的暴力和恐怖袭击。大约1,400名东帝汶人被杀，三十万人被迫以难民身份逃往印尼西帝汶。全东帝汶绝大多数的基础设施，包括住房、灌溉系统、供水系统、学校以及几乎所有的供电网络均被破坏。对此事件，诺姆·乔姆斯基描述到：“在短短一个月的军事行动中，近2,000人被杀害，数百名妇女和孩童被强奸，四分之三的人口被迫流亡，75%的基础设施被摧毁。”

## 国际部队

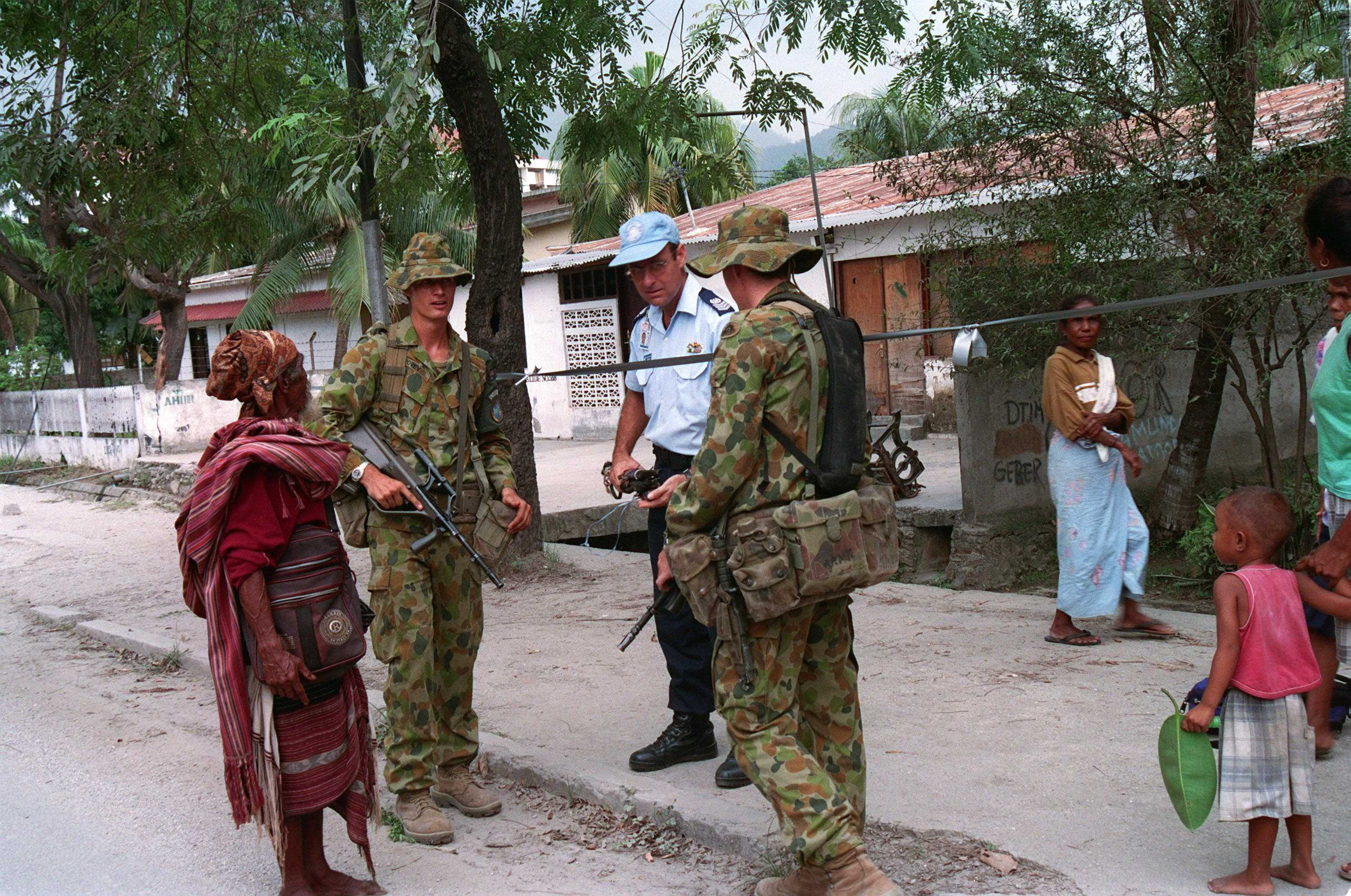
在帝力與東帝汶平民交談中的澳大利亞軍人

葡萄牙、澳大利亚、美国和其他国家的积极分子不断向印尼总统哈比比施压要求其接受国际维和军。马来西亚首相马哈迪·莫哈末呼吁印尼遵从东帝汶人民的意愿。最终美国总统比尔·克林顿向仍处于亚洲金融危机阴影下的印尼政府发出威胁，声称要取消国际货币基金组织的贷款。印尼政府迫于压力，同意撤军并允许多国部队进入东帝汶稳定局势。由于联合国当时没有能力直接与暴乱份子作战，在安理会1264号决议中，联合国授权建立一支多国军事力量（即东帝汶国际部队，INTERFET）以进入东帝汶展开维和行动。1999年9月20日，以澳大利亚为首的国际部队进驻东帝汶，并最终平息了持续近一个月的暴乱。